# 美しき人
「美しき人」（うつくしきひと）は、岡本真夜の17枚目のシングル。

## 解説
7枚目のオリジナル・アルバム『再会〜君に綴る〜』の先行シングルで、表題曲・カップリングともアルバムに収録された。前作シングル「かけがえない人よ」に続いてコピーコントロールCDが採用されている。「美しき人」はNTV系『爆笑問題のススメ』のエンディングテーマとして使用された。

## 収録曲
全作詞・作曲：岡本真夜　全編曲：武部聡志
1. 美しき人 (5:06)[1]
2. 君が涙 (4:22)[1]
3. 美しき人 (Instrumental) (5:04)[1]

## 収録アルバム
美しき人
君が涙
- オリジナル・アルバム『再会〜君に綴る〜』